# Sekai NO oWARi
『sekai NO oWARi』（セカイ・ノ・オワリ）は、日本のバンド・世界の終わりのデモ・アルバムである。2009年1月に発表。

## 概要
アマチュア時代に1000枚限定で自主制作されたCD。自身らで作り上げ当時活動拠点にしていたライブハウス『club EARTH』のほか、ディスクユニオンで販売された。実際に売れた枚数は、100枚ほどだけとのこと。
当初は2008年12月1日に発売される予定であったが、12月中旬に延期になったのち、最終的に2009年1月に発売された。
収録曲は後のシングルやアルバム『EARTH』に収録されているものだが、アレンジは全く異なっている。
ファンの間では“EARTH 黒盤”や“黒EARTH”と呼ばれており、CD自体はたくさん余ってはいるものの、とても人に渡せるようなものではないといわれている。
なお、作品名はサイトによって『SEKAI NO OWARI』と表記ブレが見られる。

## 収録曲
全作詞：深瀬慧、全編曲：世界の終わり
1. 幻の命  [5:05]
作曲：藤崎彩織
EARTHと比べて、イントロのピアノ、ギターのアレンジが異なる。また、英語の歌詞の部分がFukaseではなく、DJ LOVEが歌っており、歌詞も異なる。
2. 虹色の戦争 [5:33]
作曲：深瀬慧
EARTHと比べて、イントロ、及び2番の初めの曲のアレンジが異なる。
3. 死の魔法 [5:56]
作曲：深瀬慧
基本的にEARTHと同じである。
4. 青い太陽 [6:32]
作曲：深瀬慧、中島真一
EARTHと比べて、最初の英語の歌詞の部分が深瀬慧ではなく、DJ LOVEが歌っており、Aメロとサビの間に歌詞がある。最初のアレンジが違う。また、最後に「世界の終わりに青い星が降る」と歌っている。